# Palazzo Cottrau Ricciardi
Il Palazzo Cottrau Ricciardi è un edificio monumentale ubicato nel quartiere Chiaia (piazza Amedeo 8) di Napoli.

## Descrizione
L'edificio, che si eleva per ben sette piani e che non segue lo stile liberty come era uso all'epoca, ma si ispira più all'estro classicheggiante del secolo precedente, fu costruito dall'architetto Giulio Ulisse Arata tra il 1925 ed il 1926 su commissione degli ingegneri Alfredo Cottrau e Francesco Ricciardi.